# Cantone di Cesson-Sévigné
Il Cantone di Cesson-Sévigné era una divisione amministrativa dell'arrondissement di Rennes.
A seguito della riforma approvata con decreto del 18 febbraio 2014, che ha avuto attuazione dopo le elezioni dipartimentali del 2015, è stato soppresso.

## Composizione
Comprendeva i comuni di:
- Acigné
- Cesson-Sévigné